# 韓叔陽
韓叔陽（1512年—1565年），字進甫，别号鳳橋，應天府高淳縣人，軍籍，明朝政治人物。

## 生平
嘉靖十六年（1537年）丁酉科應天府鄉試第二十三名舉人。嘉靖二十六年（1547年）中式丁未科會試第一百二十名，登第三甲第一百七十一名進士。户部觀政，嘉靖二十七年戊申，授金华府浦江知县，三十二年癸丑，升户部主事，历员外郎、云南司郎中，迁严州府知府。四十年辛酉（1561年），擢湖广按察司副使。四十三年甲子（1564年）致仕。

## 家族
曾祖韓愷；祖父韓億；父韓烈，母袁氏；繼母王氏。弟叔和、叔仁、叔蒙。娶黄氏，子韩邦禮，次子韩邦宪，嘉靖三十八年进士。韩邦本；韩邦达。